# Гейден, Карл
Карл Гейден (1793—1866) — немецкий зоолог и энтомолог; политический деятель.

## Биография
Родился во Франкфурте 20 января 1793 года.
С раннего возраста заинтересовался энтомологией. В 1810—1812 годах учился в лесной академии в Мейнингене, которую возглавлял Бехштейн; в 1813 году посещал Гейдельбергский университет. В 1813—1815 годах участвовал в походах против французов, до 1827 года состоял на военной службе в армии Вольного города Франкфурт, где затем стал сенатором и  заместителем Управления лесного хозяйства; в 1836 году стал младшим мэром, а в 1845 году впервые занял пост старшего мэра и переизбирался на него в 1848, 1850 и 1853 годах. Как политик, придерживался консервативных взглядов; в октябре 1851 года на него было совершено покушение.
Постепенно Гейден начал уходить от политики, посвящая себя научным исследованиям, особенно интересуясь жесткокрылыми, микролепидоптерами, перепончатокрылыми, двукрылыми и ископаемыми насекомыми. Вместе со своим сыном Лукасом фон Гейденом он проводил исследования ископаемых насекомых, обнаруженных в лигните. В дополнение к энтомологическим исследованиям, он занимался исследования образцов рептилий, собранных Эдуардом Рюппелём в Северной Африке.
Стал членом 35 научных обществ и ассоциаций. В честь Карла Гейдена названы три рода и 33 вида животных и растений. В 1861 году Гиссенский университет присвоил ему звание почётного доктора философии. 
В числе его многочисленных, преимущественно энтомологии:
- «Atlas zu der Reise im nördlichen Afrika von E. Rüppel. Reptilia» (Фpaнкфypт, 1827);
- «Entomologische Beiträge». («Mus. Senckenb.», 1837);
- «Fragmente aus meinen entomologischen Tagebüchern («Stett. Ent. Z.», 1860—61);
- «Gliederthiere aus der Braunkohle des Niederrheins etc.» (в палеонтографии Мейера, 1862);
- «Fossile Käfer a. d. Braunkohle des Siebengebirges» (там же, 1865).

Умер 7 января 1866 года. Был похоронен на Франкфуртском кладбище.